# Siegel Arizonas
Das Siegel des US-Bundesstaates Arizona wurde 1911, ein Jahr, bevor Arizona Bundesstaat wurde, angenommen.

## Beschreibung
Im inneren Ring befindet sich ein Schild auf blauem Grund. Am oberen Rand des Schildes steht das lateinische Motto des Staates:
„Ditat Deus.“ (Gott bereichert.)
Darunter befindet sich eine Szenerie, welche die Landschaft, das Klima und die Industrie des Staates darstellt.
Über einem Tal mit hohen Bergen geht die Sonne auf.
Auf der rechten Seite befindet sich ein Wasserreservoir mit einem Staudamm. Davor sind bepflanzte und bewässerte Felder und Gärten. Ein Rind grast ebenfalls auf der rechten Seite. All dies demonstriert die landwirtschaftlichen Ressourcen des Staates.
Auf der linken Seite befindet sich eine Quarzmühle mit einem Bergwerker. Dieser hat eine Spitzhacke und eine Schaufel. Dies repräsentiert die Bodenschätze des Staates.
Auf dem äußeren Ring steht der englische Schriftzug „Great Seal of the State of Arizona“ (Großes Siegel des Staates Arizona) und die Jahreszahl 1912 – das Jahr in dem Arizona Bundesstaat wurde.

## Ältere Siegel

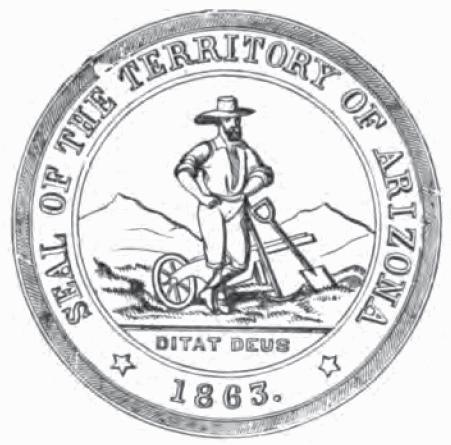
Arizona Territory ca. 1864 (1863 bis 1912)
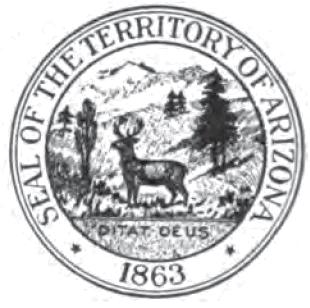
Arizona Territory ca. 1890 (1863 bis 1912)